# Бірюковка (Астраханська область)
Бірюковка (рос. Бирюковка) — село у Приволзькому районі Астраханської області Російської Федерації.
Населення становить 1857  (2010). Входить до складу муніципального утворення Бірюковська сільрада.

## Історія
Населений пункт розташований на території українського етнічного та культурного краю Жовтий Клин. Від 1980 року належить до Приволзького району.
Згідно із законом від 6 серпня 2004 року органом місцевого самоврядування є Бірюковська сільрада.

## Населення
| 2002 | 2010  |
| ---- | ----- |
| 1707 | ↗1857 |